# Hyden (Austrália)
Hyden é uma cidade australiana, a Wave Rock, um destino turístico popular, situa-se nesta cidade.